# Duroplast

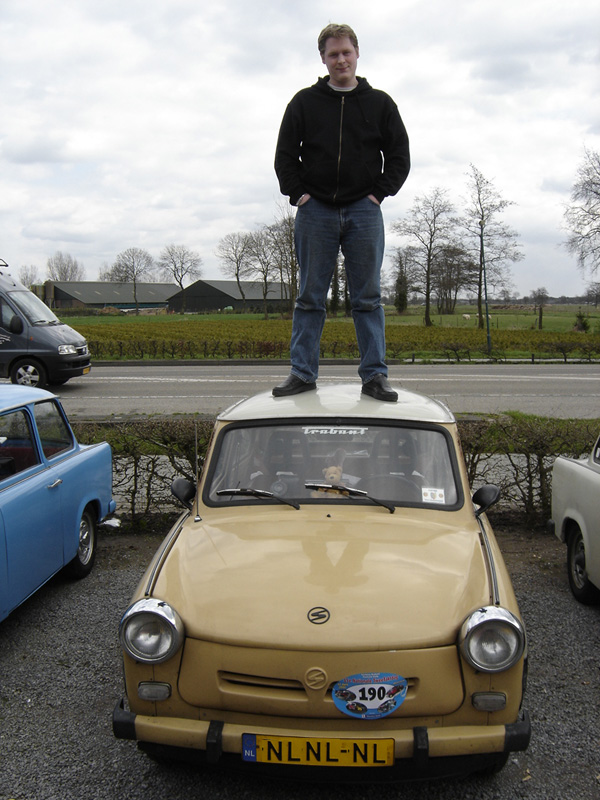
Man op het Duroplast-dak van een Trabant om de sterkte te demonstreren

Duroplast is in algemene zin het Duitse woord voor thermoharder, een van de twee hoofdcategorieën van kunststoffen. Thermoharders zijn kunststoffen die door verwarming niet opnieuw plastisch kunnen worden gemaakt, in tegenstelling tot de zogenaamde thermoplasten. In Nederland is het woord Duroplast vooral bekend als de naam voor het thermohardende composietmateriaal waarvan de carrosserie van de Oost-Duitse Trabant werd vervaardigd. In die betekenis was het een kunststof die ontstond door het onder hoge druk en temperatuur samenpersen van katoen en fenolhars. Duroplast is relatief licht, flexibel en sterk, en staat in de volksmond bekend als "zeven maal sterker dan staal".

## Productie en gebruik
Duroplast is ontwikkeld in de Duitse Democratische Republiek voor gebruik in de Oost-Duitse auto-industrie. Het werd ontwikkeld vanwege een gebrek aan voldoende staalplaat voor de productie van auto's. Duroplast werd vervaardigd van gerecycled overtollig katoen uit de Sovjet-Unie en fenolhars, dat een restproduct was van de Oost-Duitse industrie. Het was een praktische manier om afval uit de industrie te hergebruiken dat anders zou worden verspild. Omdat het machinaal geperst kan worden (net als staalplaat) is Duroplast meer geschikt voor de productie van grote aantallen auto's dan glasvezel.

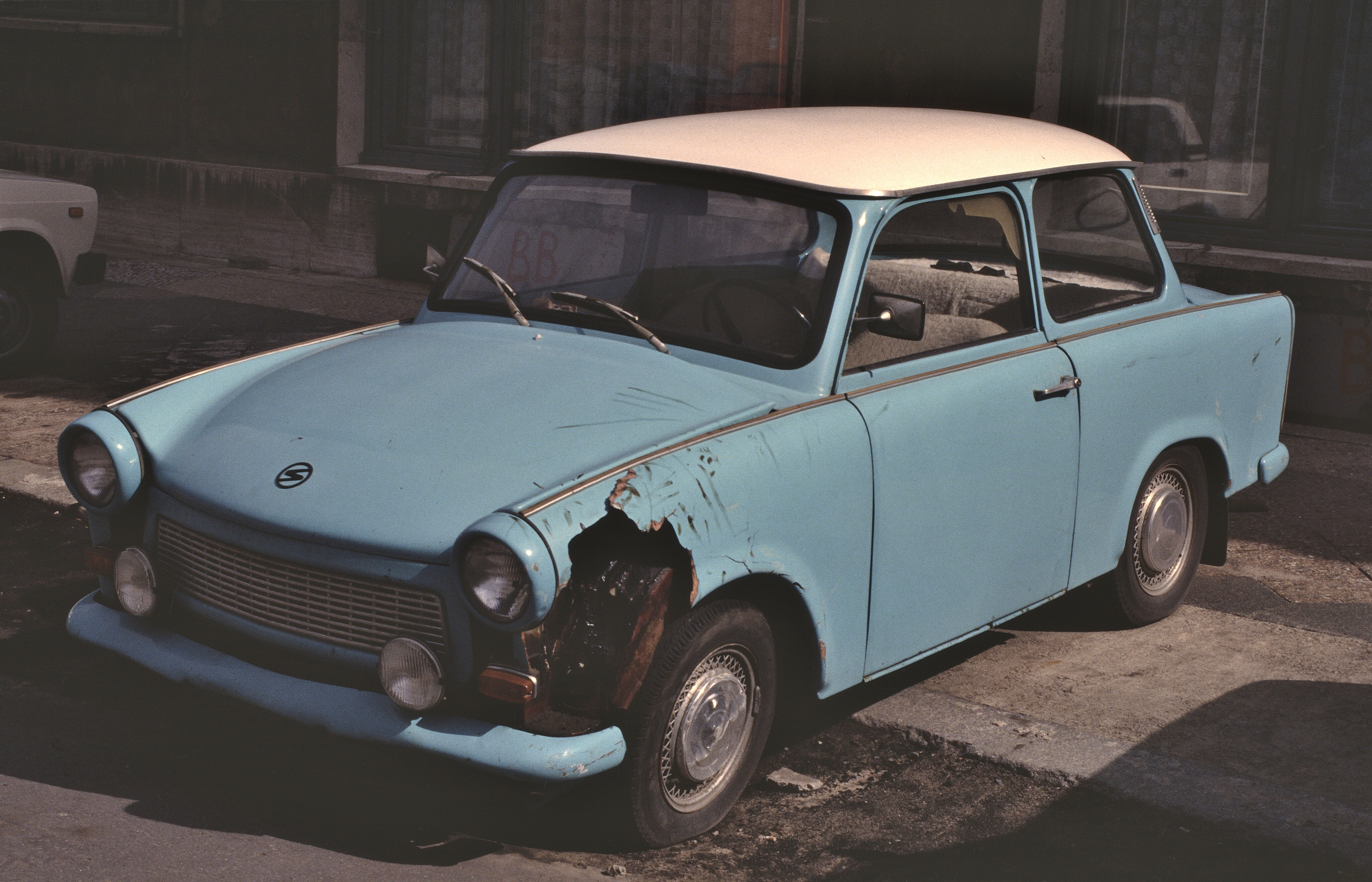
Trabant 601 met beschadigd spatbord

Duroplast werd voornamelijk gebruikt door VEB Sachsenring Automobilwerke Zwickau om panelen (schermen, daken, motorkap, enz.) te vervaardigen voor de Trabant, maar Duroplast was eerder gebruikt bij de IFA F8 en AWZ P70 of Zwickau P70 zoals deze ook werd genoemd. Duroplast bleek goed geschikt voor autoproductie omdat het zowel sterk als flexibel is. Het materiaal kan niet roesten, maar bij een zwaardere aanrijding breekt het in stukken in plaats van zich, zoals staal, te vervormen in kreukelzones.
Het gebruik van Duroplast in Trabants leidde tot DDR-grappen en spot in westerse autobladen en de mythe dat de Trabant werd gemaakt van golfkarton. In de DDR zelf kreeg de Trabant door het gebruik van Duroplast na verloop van tijd een paar bijnamen, zoals "Plastebomber" ("plasticbom") of "Pappe" ("karton"). De term "Rennpappe" ("racekarton") werd op dat moment alleen gebruikt voor Trabants die werden ingezet in de autosport.
Van Duroplast in de engere betekenis, dus in de betekenis van fenolhars-katoenvezelcomposiet, zijn geen verdere toepassingen bekend. Duroplasten, in de Duitse betekenis van thermoharders, worden breed toegepast. Zo worden o.a. toiletzittingen,  wandcontactdozen en stekkers hiervan vervaardigd. 

## Afvalverwerking

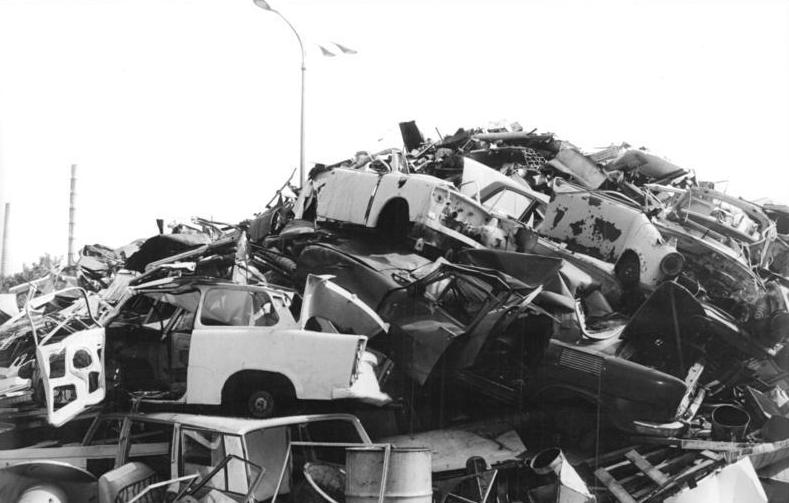
Sloperij vol Trabants

Net als glasvezel heeft Duroplast beperkte mogelijkheden voor efficiënte afvalverwerking. Toen afgedankte Trabants na die Wende de sloperijen begonnen te vullen, waren de carrosserieën een inspiratiebron voor creatieve oplossingen. Een biochemisch bedrijf in Berlijn beweerde dat ze een bacterie had ontwikkeld die in staat was om een Trabant in twintig dagen af te breken en dat wat overbleef composteerbaar materiaal was.
Er ontstonden legenden, onder andere uitgebeeld in de film Black Cat, White Cat en bezongen in een lied van de Servische band Atheist Rap, dat duroplast eetbaar was en dat het kon worden gerecycled door de auto's te voeren aan varkens, schapen en andere landbouwhuisdieren.
Eind jaren negentig ontwikkelde Sachsenring uit Zwickau, dezelfde fabriek die voorheen de Trabant produceerde, een oplossing voor de verwerking van duroplast. Na het verwijderen van de ruiten, de motor en het stalen frame werden de Duroplast-panelen versnipperd en gemengd met beton. Het mengsel werd gebruikt voor de vervaardiging van cementtegels voor de aanleg van trottoirs. Dit was te zien in een aflevering van het programma Scientific American Frontiers op het Amerikaanse televisiekanaal PBS.